# Matsunaga Hisahide
Matsunaga Hisahide (松永 久秀?; 1508 – 19 novembre 1577) è stato un daimyō giapponese del periodo Sengoku.

## Biografia
Compagno di Miyoshi Nagayoshi fin dall'infanzia, Hisahide compare per la prima volta nel 1549, quando assiste Nagayoshi nella sconfitta di Miyoshi Masanaga e funge da portavoce a Kyoto (compare per la prima volta come un servitore Miyoshi in documenti ufficiale nel 1541). Durante il 1550 Matsunaga fu il rappresentante del clan Miyoshi presso la capitale Imperiale e rimase vicino allo shōgun Ashikaga Yoshiteru. Hisahide fu in seguito incaricato della conquista della provincia di Yamato, un'impresa che lo rese, nel 1564, essenzialmente un daimyō indipendente. 
Tuttavia Matsunaga stava già lavorando segretamente eliminare Nagayoshi; tra il 1561 e il 1564, tre dei fratelli di Nagayoshi e il suo erede morirono. Matsunaga Kazunari (1561) e Matsunaga Jikkyu (1562) morirono sotto quelle che potrebbero essere considerate circostanze misteriose mentre Atagi Fuyuyasu (1564) fu assassinato. Nel 1563 anche il figlio ed erede di Nagayoshi, Yoshioki morì in circostanze misteriose. 
La misura in cui Hisahide ebbe ruolo in tutto questo non sarà mai realmente conosciuta, ma si racconta che Yoshioki fu avvelenato. Inoltre, alcuni dissero che spinse Nagayoshi ad uccidere Fuyuyasu. 
Indipendentemente da quanto fossero insanguinate le sue mani Matsunaga era essenzialmente l'erede del regno di Nagayoshi quando quest'ultimo morì nell'agosto del 1564. In effetti Nagayoshi aveva adottato il giovane Miyoshi Yoshitsugu come erede dopo la morte di Yoshioki e questo giovane era al momento sotto la tutela del cosiddetto triumvirato Miyoshi: Miyoshi Nagayuki, Miyoshi Masayasu e Iwanari Tomomichi, che risiedevano a Sakai, il quartier generale del clan Miyoshi nella provincia di Settsu. 
Nonostante esistessero contrasti tra il triumvirato e Hisahide, per il momento agirono all'unisono. Lo shōgun Yoshiteru aveva recentemente tentato di liberarsi dell'influenza del clan Miyoshi al quale era stato sottoposto per anni; i suoi sforzi per l'indipendenza gli costarono la vita. Il 17 giugno 1565 le truppe inviate da Matsunaga e dal clan Miyoshi si chiusero sul palazzo dello shogun e costrinsero Yoshiteru a suicidarsi dopo un'eroica lotta. Al suo posto fu messa la neonata Yoshihide, un atto che ha spinse il fratello di Yoshiteru, Yoshiaki a fuggire e cercare aiuto. 
Nel frattempo i rapporti tra Matsunaga e il clan Miyoshi si deteriorarono ed iniziarono a combattere. Nel 1566 i guerrieri di Matsunaga furono sconfitti fuori da Sakai, e Hisahide stesso fallì nei tentativi qualche tempo dopo di ridurre la presenza del clan Miyoshi nella provincia di Kawachi. Fu organizzata una tregua che permise a Hisahide di lasciare l'area di Sakai e i combattimenti continuarono nell'entroterra. Nel corso del conflitto Hisahide divenne famoso per aver bruciato la Grande Sala del Buddha del tempio di Tōdai-ji. Ad oggi tale gesto viene ancora considerato un inutile atto di malvagità.
Nel 1568 Yoshiaki ottenne il supporto di Oda Nobunaga; nel novembre del 1568 Nobunaga marciò su Kyoto. Di fronte a questo inaspettato pericolo Hisahide decise di sottomettersi e gli fu permesso di mantenere le sue terre nella provincia di Yamato. Molto probabilmente per Nobunaga, Hisahide fu uno strumento utile sia contro il clan Miyoshi sia per espandere l'influenza del clan Oda sulla provincia di Yamato. Inoltre Matsunaga aveva inviato come segno della sua sincerità, un noto oggetto da tè noto come Tsukumogami, un gesto che senza dubbio colpì Nobunaga. Matsunaga si dimostrò utile negli anni successivi, servendo Nobunaga nelle sue guerre contro i clan Azai e Asakura e, ovviamente, i Miyoshi.
Nel 1573, tuttavia, Matsunaga cospirò contro Nobunaga stesso assieme, tra tutti i nemici che gli Oda avevano, a Miyoshi Yoshitsugu. Questo accordo non durò a lungo, e presto Hisahide tornò dalla parte di Nobunaga, contribuendo a distruggere Yoshitsugu e quello che rimaneva del clan Miyoshi. Hisahide fu poi coinvolto nell'assedio di Ichijōdani. Nel 1577 Hisahide si ribellò ancora una volta; lui e suo figlio Hisamichi abbandonarono le loro posizioni intorno a Honganji e tornarono nella provincia di Yamato, forse sperando che altri daimyō, tra i quali Tsutsui Junkei, li avrebbero seguiti. Questo non accadde e Junkei, con Oda Nobutada, presto circondarono Hisahide nel castello di Shigi e lo misero sotto assedio. Giunse voce che Nobunaga voleva due cose da Hisahide: la sua testa e un certo prezioso oggetto da tè chiamato Hiragumo che Hisahide distrusse prima di uccidersi. Anche Hisamichi si suicidò.
Matsunaga Hisahide, al tempo stesso grande cospiratore e uomo di cultura, incarnò in qualche modo lo spirito del XVI secolo, sebbene in gran parte per le qualità peggiori di quel periodo. Le sue oscure trame e il modo in cui morì (oltre che a distruggere l'oggetto del tè, si dice che ordinò che la sua testa venisse fatta saltare per non farla avere agli Oda) divennero temi ricorrenti nei racconti del periodo Edo. 
Ardente seguace di Nichiren, Hisahide fu diffamato anche nei resoconti occidentali contemporanei, specialmente dopo aver bandito i gesuiti da Kyoto nel 1565.